# Quebrada de Quilcayhuanca
La quebrada de Quilcayhuanca (en quechua ancashino Qillqaywanka: qillqay = escribir y wanka = piedra alargada vertical) es un valle glaciar de alta montaña en forma de 'U', ubicado en la Cordillera Blanca, dentro del parque nacional Huascarán en la provincia ancashina de Huaraz en el Perú,  y que se considera a nivel internacional como una de las más hermosas de la Reserva de Biosfera Huascarán.
La caminata por la ruta de la quebrada Quilcayhuanca, ha sido considerada por la editora de viajes Lonely Planet como una de las mejores de Perú junto al Camino Inca a Machu Picchu, la excursión al Ausangate y la ruta a Choquequirao en Cusco, el sendero del cañón del Colca en Arequipa, y la caminata en la Cordillera Huayhuash en Áncash.

## Ubicación y acceso
Quilcayhuanca se ubica dentro del distrito de Independencia en la provincia de Huaraz en la región Áncash. Se accede desde la ciudad de Huaraz a partir de una trocha carrozable a lo largo de 30 km hasta el caserío de Pitec.

## Hidrografía

### Subcuenca del Quillcay
La subcuenca del Quillcay es parte de la cuenca hidrográfica del Santa, una de las más grandes de la vertiente del Pacífico en Perú, ubicada en la parte norte del país íntegramente en la región Áncash. La subcuenca se forma a partir de las microcuencas de las quebradas Cojup (río Cojup), Shallap (río Shallap) y Quilcayhuanca (río Quilcayhuanca), que forman las microcuencas del río Paria y río Auqui, cuyas aguas forman luego el río Quillcay que atraviesa la ciudad de Huaraz y entrega sus aguas en la margen derecha del río Santa.

### Lagunas
Dentro de la quebrada se encuentran las lagunas Cuchillacocha (4650 m) y Tullparaju (4350 m) cuyas aguas forman el río Quilcayhuanca. Estas aguas al juntarse con las aguas que provienen de la laguna Churup forman el río Auqui. 
Existen lagunas menores como la laguna Choco y la laguna Pacsacocha.

### Glaciares

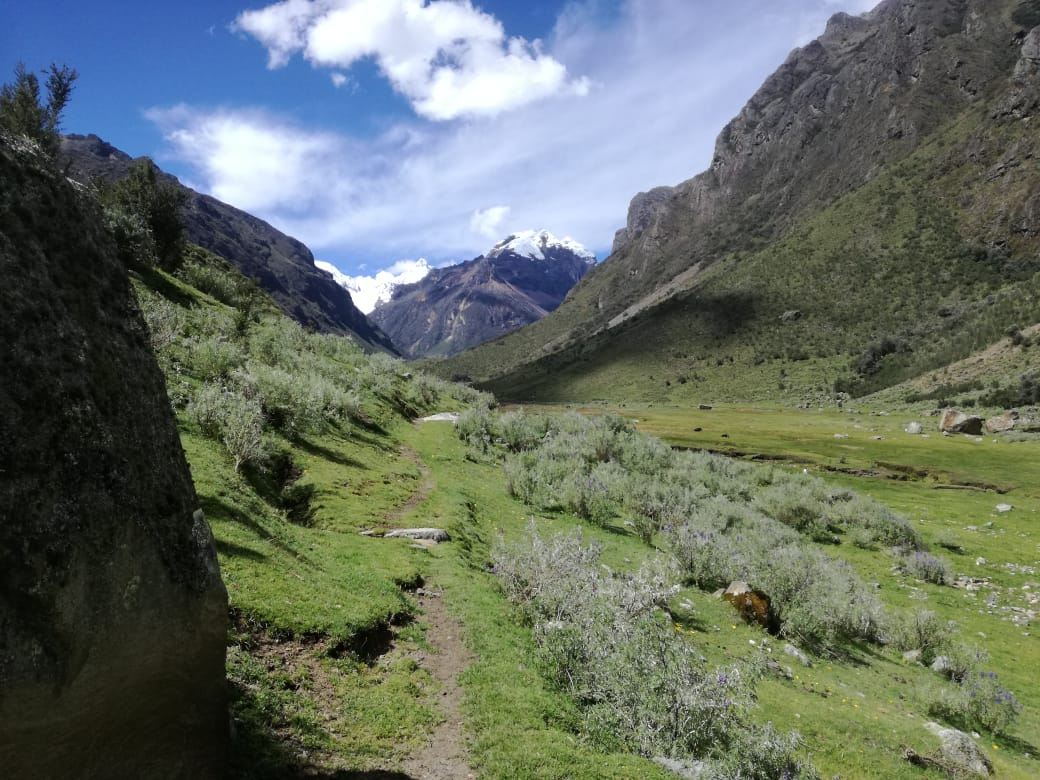
Nevado Andavite (o Chawpirahu) al centro, desde el oeste en la quebrada de Quilcayhuanca

Dentro de esta quebrada se ubican los nevados Pucaranra (6147 m), Tullparaju (5830 m), Andavite (5518 m), Cayesh (5721 m), Maparaju (5326 m) y San Juan (5843 m), cuyas aguas descienden hacia la quebrada y alimentan el río Quilcayhuanca. Es en Pitec al inicio de la quebrada, donde el río que sale de la laguna Churup se junta con el río Quilcayhuanca y el río Shallap para formar el río Auqui.

## Biodiversidad

### Fauna
Destaca esta quebrada dentro del Parque nacional Huascarán por poseer la mayor cantidad de cóndores (Vultur gryphus), una especie amenazada en la Cordillera Blanca incluida en la lista roja de la IUCN.

### Flora
La gran cantidad de vegetación no solo tiene un gran valor científico, recreacional y paisajístico sino también ecológico al retener agua durante la temporada de lluvias, servir de amortiguamiento ante inundaciones y elevar la calidad del agua al retener sedimentos. Entre los ecosistemas que se encuentran en la quebrada de Quilcayhuanca se cuentan con Bosque relicto altoandino, Pajonal andino, Matorral altoanfino, Pastos, y Bofedales.

## Servicios ecosistémicos
Los bosques relictos de quenual (Polylepis spp.), los bofedales, los matorrales y los pajonales, junto a los nevados y lagunas de la quebrada, brindan importantes servicios ecosistémicos desde las dimensiones social, económica, productiva y ambiental como el almacenamiento, regulación y abastecimiento de agua, la captura de carbono y el desarrollo turístico de la región.

### Bofedales

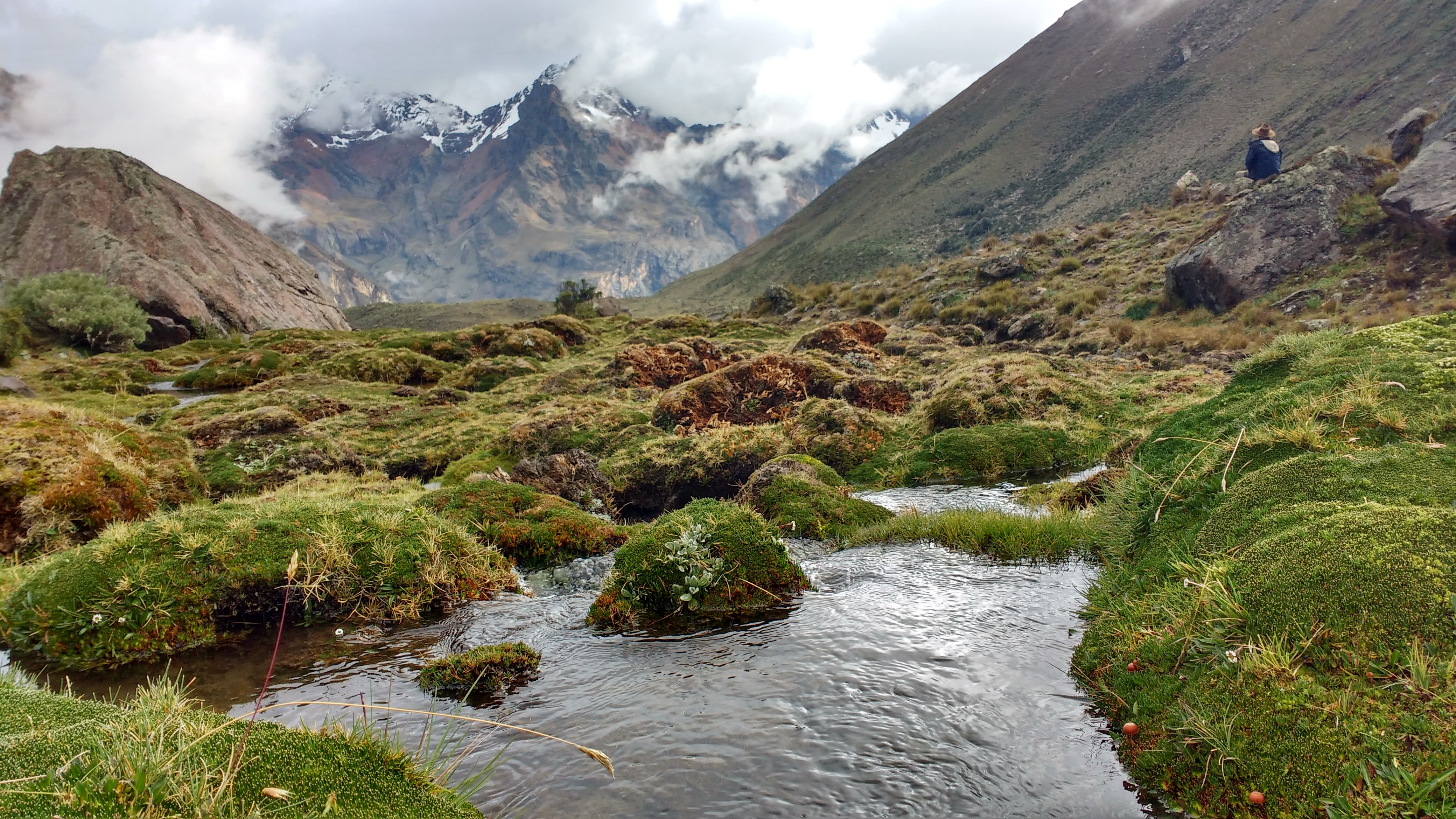
Oconal en la quebrada

Los bofedales u oconales son un tipo de humedal propios de las regiones altoandinas que se encuentran a más de 3300 m s.n.m. que cumplen un rol ecológico de vital importancia. En Perú, se estima que existen 544 462 ha de bofedales que representan tan solo el 0.42% del territorio nacional. En la quebrada Quilcayhuanca se encuentra una importante extensión de bofedales ubicados entre los 3858 m s.n.m. y los 4199 m que contribuyen a mejorar la calidad de agua de la microcuenca al secuestrar metales pesados y mejorar el pH de las aguas a partir de la fitodepuración.
En 2013, un estudio a partir de imágenes Landsat TM (Thematic Mapper) mostró que entre el 2000 y el 2011, la superficie de los bofedales en la quebrada se redujo en 17% durante ese periodo.
El 2015, una inspección llevada a cabo en la quebrada por el Instituto Nacional de Investigación en Glaciares y Ecosistemas de Montaña observó el deterioro de los bofedales y recomendó la necesidad de planificar estrategias de recuperación de los mismos. Se determinó la extensión de los bofedales en 203.47 ha.

### Bosques dePolylepis
Los bosques de Polylepis presentes en la quebrada son zonas captadoras de lluvias, proporcionan una cobertura de la superficie del suelo de la pérdida de porosidad causada por el impacto directo de la lluvia, sus residuos son fuente de alimento y energía para otros organismos colaborando en el aumento de la infiltración en el suelo y reducen la radiación solar favoreciendo el desarrollo de hierbas medicinales y arbustos aromáticos.

## Sitios arqueológicos

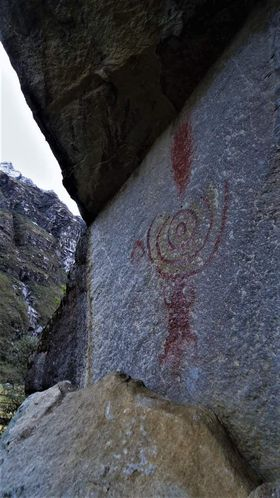
Las pinturas rupestres de Quilcayhuanca se ubican en el sector de La Portada en el lado sur de la quebrada

Existen varios restos arqueológicos que sugieren la importancia de la quebrada en el pasado:
- Pinturas rupestres de Quilcayhuanca, que posiblemente darían el nombre a la quebrada, la principal se encuentra sobre una piedra ubicada muy cerca de la portada en el flanco sur de la quebrada.
- Tambo Nuevo se ubica a aproximadamente a 6 km de la Portada y a 4200 m s.n.m., cuenta con terrazas con chullpas levantadas con sus puertas orientadas hacia el sur mirando hacia los pastizales de la quebrada.[25] De acuerdo a algunos arqueólogos, el sitio pertenece al Horizonte Medio.[26]

## Riesgos glaciares
Se han registrado dos aluviones en la quebrada Quilcayhuanca desde la laguna Tullparaju: en 1953 por el deslizamiento de la morrena lateral y en 1959 por el desborde de la laguna.
- En 1953, durante unas obras de desembalse en la laguna Tullparaju, un deslizamiento de tierra en la orilla izquierda de la laguna generó una ola de 12 m de altura que se vertió en la zanja que había sido excavada. La fuga que comenzó se detuvo afortunadamente, luego que la altura de la laguna se redujo en 18 m gracias a unas camas de arcilla glacial negra presentes dentro de la morrena, y a las bolsas de arena amontonadas por los trabajadores.[28]